# أفعى النيل (فلم)
أفعى النيل (بالإنجليزية: Serpent of the Nile) هو فيلم مغامرة تم إنتاجه في الولايات المتحدة وصدر في سنة 1953.

## روابط خارجية
- مقالات تستعمل روابط فنية بلا صلة مع ويكي بيانات